# ویینو (بازیکن فوتبال)
ویینو (به پرتغالی: Wênio Moraes Pio) هافبک اهل برزیل است که در شهر Mineiros و در تاریخ ۹ سپتامبر ۱۹۷۹ به دنیا آمده‌است.
ویینو در تیم‌های فوتبال Corinthians Alagoano سابقهٔ حضور دارد.